# Plagithmysus kuhnsi
Plagithmysus kuhnsi är en skalbaggsart som beskrevs av Perkins 1916. Plagithmysus kuhnsi ingår i släktet Plagithmysus och familjen långhorningar. Inga underarter finns listade i Catalogue of Life.